# Wilhelm Tschirch
Friedrich Wilhelm Tschirch (* 8. Juni 1818 in Lichtenau, Provinz Schlesien; † 6. Januar 1892 in Gera) war ein deutscher Komponist. Er trat auch unter dem Pseudonym Alexander Czersky auf.

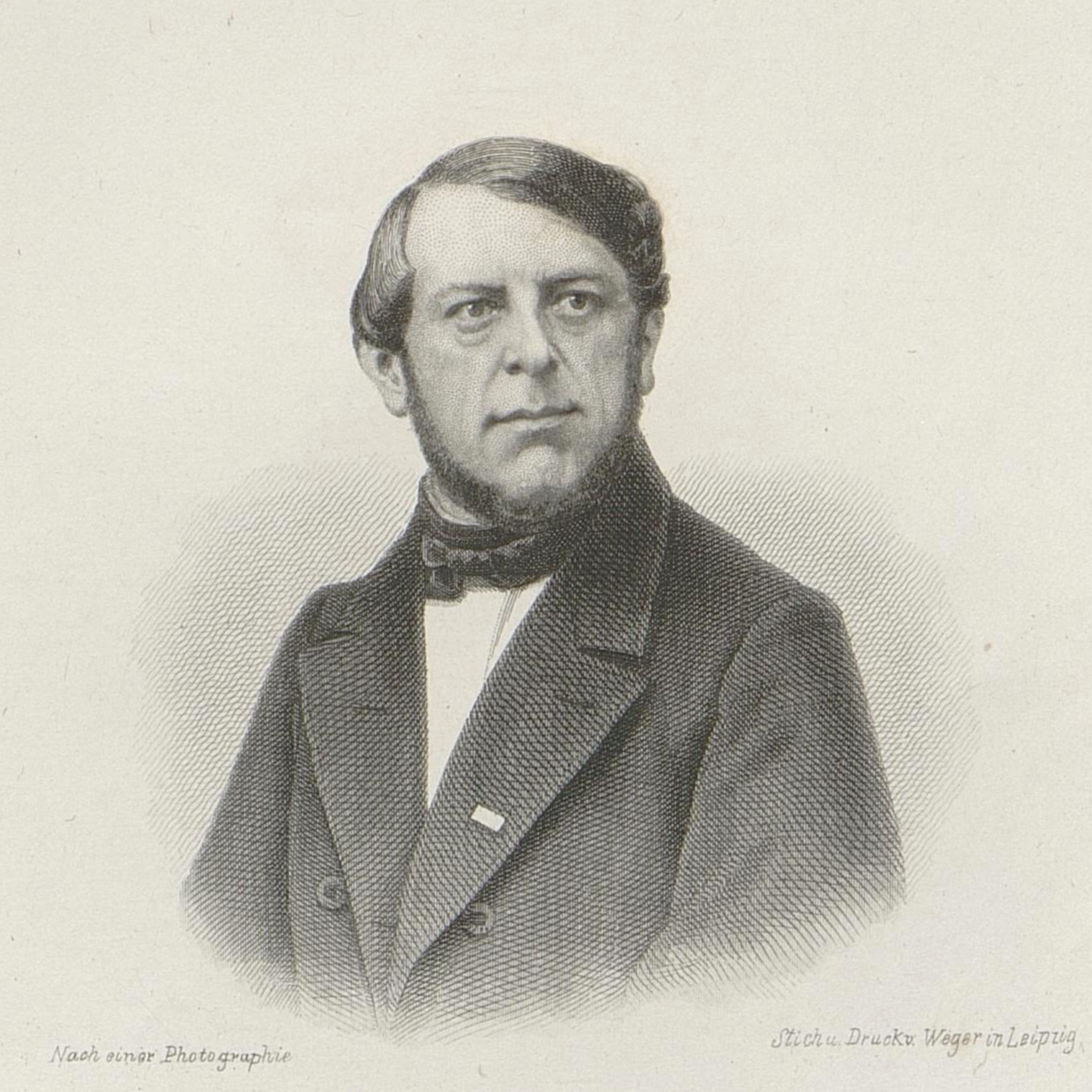
Wilhelm Tschirch

## Leben
Wilhelm Tschirch wurde zunächst von seinem Vater unterrichtet, bevor er nach Berlin ging, um am Königlichen Institut für Kirchenmusik zu studieren. Als besonders begabter Schüler kam er zur Abteilung für Musik der königlichen Akademie der Künste und erhielt zugleich Unterricht bei Adolf Bernhard Marx.
1843 wurde er zum städtischen Musikdirektor in Liegnitz gewählt und 1852 folgte er einem Ruf nach Gera, wo er dann zeitlebens verblieb. Er bekleidete daselbst die Ämter eines fürstlichen Hofkapellmeisters, eines Kantors und Musikdirektors und bildete den Mittelpunkt allen musikalischen Treibens. Er war Mitglied im Freimaurerbund und wurde von der Liegnitzer Loge „Zu den drei Höhen“ aufgenommen.
Seine frühe Kantate Eine Nacht auf dem Meere wurde von der königlichen Akademie der Künste zu Berlin preisgekrönt. Daher widmete er sich auch in späteren Werken vorzugsweise dem Männergesang, die von den Gesangvereinen mit Begeisterung aufgenommen wurden und seinen Namen bis nach Amerika trugen.
1869 kam Wilhelm Tschirch so als Abgesandter des Deutschen Sängerbundes zum Sängerfest nach Baltimore. In vielen Gesangsvereinen wurde er zum Ehrenmitglied erhoben.
Tschirchs lyrische Oper Meister Martin und seine Gesellen wurde am 25. April 1861 im Theater der Stadt Leipzig mit Erfolg uraufgeführt.
Seine jüngeren Brüder Ernst und Rudolf waren ebenfalls Musiker.
Unter dem Pseudonym Alexander Czersky veröffentlichte Tschirch zahlreiche Salonstücke für Klavier.
Zwei Jahre nach seinem Tod wurde am 1. April 1894 auf dem Neustadtplatz (heute: Standort der Stadt- und Regionalbibliothek Gera) in Gera das von Heinrich Günther-Gera gestaltete Wilhelm-Tschirch-Denkmal eingeweiht. Die überlebensgroße Bronzebüste auf einer steinernen Stele wurde 1933 in den Friedrich-Ebert-Hain umgesetzt, den zum Park umgestalteten ehemaligen Friedhof neben der Trinitatiskirche (heutiger Name: Park der Jugend), von wo sie während des Zweiten Weltkriegs verscholl.
In Gera-Pforten ist die Tschirchstraße nach ihm benannt.

## Werke
- Eine Nacht auf dem Meere, Dramatisches Tongemälde für Solo, Männerchor u. Orchester; Dichtung von Erdmann Stiller. Das Werk wurde von der Akademie der Künste in Berlin mit einem ersten Preis prämiert. Die Uraufführung fand am 16. Mai 1850 in Berlin statt. I Hymnus an die Nacht II Duett: Glückliche Fahrt III Chor: Blaset frisch, ihr muntern Winde. IV Rezitativ: Windstille V Matrosenlied. Solo mit Chor VI Lied des Kapitäns: Heimat und Liebe VII Sturm,  Orchestersatz VIII Chor: Himmelhoch türmt sich die Welle IX Rettung. Neu lacht das Glück, es schwand die Not X Schlussfuge: Preis und Ehre deinem Namen[3]
- Die alten und die jungen Zecher op. 17, Gedicht von Robert Reinick, für Männerchor und Solostimmen
- Die Harmonie op. 19, Hymne von G. Rüffer, für Männerchor mit Begleitung von Blasinstrumenten
- Der gesühnte Hirsch op. 36, für Tenor-Solo und Männerchor mit Klavier
- Die Zeit op. 38, für Männerchor und Orchester
- Das Turnier op. 43, Dramatische Szene für Männerchor, Sopran-Solo und Orchester
- Meister Martin und seine Gesellen Lyrische Oper in vier Akten (Libretto von Heinrich Moritz Horn nach einer Novelle von E. T. A. Hoffmann)
- Am Niagara, op. 78, Concert-Ouverture für Orchester